# 김방림
김방림(金芳林, 본명: 김방임(金芳任), 1940년 1월 16일 ~ )은 대한민국의 정치인이다. 본관은 언양이며 경기도 경성부(현재의 서울특별시) 출신이다.

## 학력
- 성균관대학교 행정대학원 수료
- 서울대학교 행정대학원 국가정책과정 졸업

## 경력
- 도서출판 민우사 대표
- 신한민주당 당원
- 평화민주당 여성부국장
- 평화민주당 중앙연수원 부원장
- 《실천하는 여성》 발행인
- 민주당 여성위원회 부위원장
- 제4대 서울특별시의원
- 새천년민주당 연수원 상임부회장
- 대한민국 제16대 국회 산업자원위원회 위원
- 대한민국 제16대 국회 여성특별위원회 위원
- 대한민국헌정회 이사
- 대한민국헌정회 여성위원회 위원장

## 역대 선거 결과
|  | 19.3% |

|  | 29.2% |

|  | 40.31% |

|  | 35.9% |